# 蓮池家綱
蓮池 家綱（はすいけ いえつな）は、平安時代後期の武士。土佐国高岡郡蓮池の土豪。

## 略歴
平清盛の嫡男・重盛の家人だった。寿永元年（1182年）9月、平治の乱後に土佐に配流されていた源希義が、既に関東で反平氏政権の兵を挙げていた実兄・源頼朝に呼応するとの風聞があったため、平家より希義討伐の指示を受けた。希義は源氏与党の夜須行宗との合流を図っていたが、家綱は平田俊遠とともにこれを襲って年越山（現・南国市）の辺りで討ち取った。家綱らは続いて夜須行宗も討たんとしたが、行宗は舟で紀伊国へと脱出しまった。同年11月、希義の戦死を知った鎌倉の源頼朝は家綱らを討つため、夜須行宗を案内として源有綱を土佐へと派遣しており、遅くとも建久元年（1190年）までには夜須氏によって討たれたらしい。神戸市長田区蓮池はその戦死の地とも伝わっている。
一説に戦国時代に蓮池城主となった大平氏は家綱の末裔だという。